# 札幌市出身の人物一覧
札幌市出身の人物一覧は、北海道札幌市出身の人物およびゆかりの人物の一覧。

## 政官界
- 青山剛
- 安孫子孝次
- 石田幸四郎
- 岩本政一
- 岩本政光
- 上原六郎
- 小笠原貞子
- 長内順一
- 桂信雄
- 加藤進 (会計検査院長)
- 紙智子
- 柄沢とし子
- 児玉健次
- 須藤治[1]
- 前佛和秀[2]
- 高木繁光
- 高木宏壽
- 高木正明 (国会議員)
- 髙橋祐介[3]
- 竹島一彦
- 田中昌史
- 地崎宇三郎 (二代)
- 地崎宇三郎 (三代)
- 津川祥吾
- 土居健太郎[2]
- 堂垣内尚弘
- 徳永エリ
- 橋本彦七
- 藤原規眞
- 本多平直
- 松木謙公
- 町村金五
- 丸谷佳織
- 三井辨雄
- 宮本邦彦
- 結城弘毅
- 横路孝弘
- 米村猛[4]

## 実業家
- 浅井淑子 (教育者)
- 阿部利雄
- 石田達郎
- 伊藤豊次
- 伊藤義郎
- 入澤拓也
- 岩田聡
- 内山斉
- 大星公二
- 小方功
- 鍜治真起
- 加森公人
- 川田篤
- 工藤蓮
- 近藤龍夫
- 佐藤朝泰
- 佐藤良雄
- 白井俊之
- 堰八義博
- 戸田一夫
- 長沼昭夫
- 長沼修
- 服部裕之

## 教育・科学
- 浅野孝
- 浅見公子
- 安藤毅 (数学者)
- 安藤真
- 飯田隆 (哲学者)
- 飯塚容
- 五十嵐日出夫
- 池上公介
- 石田満
- 石森延男
- 伊藤瑞叡
- 伊藤隆敏
- 宇尾光治
- 宇田川洋
- 梅澤博臣
- 大島正満
- 大塚正徳
- 大塚龍児
- 大山勝通
- 岡部恒治
- 小川英治
- 小川譲二
- 奥野正
- 小山内康人
- 小田滋
- 小田稔
- 音好宏
- 小野耕二
- 片岡寛光
- 掛下知行
- 堅田利明
- 門脇俊介
- 加藤由紀子
- 金森修
- 香山リカ (精神科医)
- 川嶋至
- 菊地昌実
- 木下重教
- 木村直司
- 清川雪彦
- 熊本信夫
- 倉田聡
- 黒川雄二
- 郡司正勝
- 小泉義之
- 小関隆祺
- 小林晋一郎
- 近藤駿介 (工学者)
- 齊藤正彰
- 佐久間安世
- 佐々保雄
- 佐藤貢
- 下斗米伸夫
- 白取祐司
- 鈴木隆雄 (医学者)
- 瀬川拓郎
- 高岡周夫
- 高橋彰
- 竹内榮
- 田中浩也
- 田村亨
- 手島寅雄
- 手嶋豊
- 栃内新
- 富田芳郎
- 名和豊春
- 早川泰正
- 山崎亮一
- 山村悦夫
- 鷲田小彌太
- 渡辺顗修
- 渡辺信二

## 文化
- 逢空万太
- 朝松健
- 東直己
- 五十嵐豊一
- いがらし奈波
- 幾瀬勝彬
- 石上玄一郎
- 石田勝彦
- 一柳忍
- 伊藤隆道
- 伊藤マーティ
- 乾ルカ
- 宇能鴻一郎
- 円城塔
- 大崎善生
- 大清水さち
- 太田紫織
- おおば比呂司
- 大村美根子
- 岡田光司
- 海道龍一朗
- 葛西治
- 片岡球子
- カッツ三宅
- 加藤幸子 (作家)
- 金沢孝史
- 唐沢俊一
- 唐沢なをき
- 菅野博之
- 上林猷夫
- 菊地智敦
- 貴音三郎助 (3代目)
- 北大路公子
- 木村英俊
- 工藤恒美
- 救仁郷繁
- 久保栄
- 窪田僚
- 倉本龍彦
- 黒田硫黄
- 桑原伸之
- 合田浩章
- 小菅正夫
- 斎藤岬
- 佐々木禎子 (小説家)
- 佐野正幸 (作家)
- 澤井繁男
- 沢田誠一
- 島木健作
- 清水建宇
- 素木しづ
- 杉野昭夫
- すぎむらしんいち
- 須藤泰司
- 関四郎
- 相馬直樹 (美術監督)
- 外岡秀俊
- そにしけんじ
- そら (イラストレーター)
- 高橋名人
- 高山美香 (イラストレーター)
- 滝沢聖峰
- 武林無想庵
- 竹山実
- 田中綾
- 多原香里
- 田村茂
- ちほ
- 常見陽平
- テクノサマタ
- 藤堂志津子
- 中川李枝子
- ニシオカ・ト・ニール
- 蓬田やすひろ
- 広瀬章人
- 藤島茂 (彫刻家)
- 吉田直樹 (ゲームクリエイター)
- 和田あき
- 渡部高志
- 渡辺ペコ

## 芸能
- 藍井エイル[5]
- 青柳翔（劇団EXILE）
- 青山玲子
- 赤澤ムック
- 朱音
- 東李苑（元SKE48）
- 阿部浩貴
- アユニ・D（BiSH）
- 荒木恵
- 有馬昌彦
- アンジェラ佐藤 (フードファイター)
- 飯田圭織（元モーニング娘。）
- 飯野智行
- 五十嵐裕美
- Ikumi
- 猪子れいあ（元ラストアイドル）
- 石川翔鈴
- 石黒彩（元モーニング娘。）
- 伊藤沙菜
- 伊藤祐輝
- 伊藤陽佑
- 稲場愛香（Juice=Juice、元カントリー・ガールズ）
- 今村ねずみ
- 岩城雄太
- 岩本恭生
- 上田敏也
- 詩ちづる（宝塚歌劇団星組娘役）
- 江頭ひなた
- 大沢逸美
- 大城美和
- 沖本姉妹
- 奥かおる
- 緒乃冬華
- 勝田梨乃（元SUPER☆GiRLS）
- 鹿角美果
- 金川紗耶（乃木坂46）
- 兼近大樹（EXIT）
- 神尾晋一郎
- 河村舞子
- きどこうたろう
- 木戸口桜子（元SUPER☆GiRLS）
- 木下遥
- 木村愛里
- キャプテン★ザコ
- 久保田紗友
- 栗塚旭
- くるみ (モデル)
- 小玉梨々華（わーすた）
- 香寿たつき
- こしげなみへい
- 小林さやか
- 小松加奈
- 小山百代
- 斉藤陽一郎
- さおり (タレント)
- 佐久間俊直
- 佐々木華奈
- 佐藤ありさ
- 佐藤夏希（元AKB48）
- 佐藤ノア
- 里田まい（元カントリー娘。）
- 三条まゆみ
- 三笑亭夢之助
- ジェントル（ミルククラウン）
- 汐見麻佑子
- 篠見星奈
- 春風亭柏枝 (11代目)
- 白木美貴子
- しろっぷ
- 奏来花
- タカ (お笑い芸人)
- 高木美穂（ラストアイドル2期生アンダー）
- 高瀬洋子
- 鷹乃家富士若
- 高橋春香
- 竹内夢
- 武田真治
- 田代絵里
- 田中理恵[6]
- 田森美咲
- 辻田沙織
- DJ龍太
- 遠山大輔（グランジ）
- 戸次重幸（TEAM NACS）
- トム・ブラウン
- 永井ちひろ - 釧路市生まれ
- 中川梨花（元PEACEFUL）
- 中島亜梨沙
- 中谷一郎
- 奈波果林
- 西村晃
- 二本柳寛
- 野替愁平
- 野水伊織
- 羽柴なつみ
- 畑中しんじろう
- 花岡領太
- 花山瑞貴
- 浜島直子
- 日岡なつみ
- ひがし由貴
- 広田レオナ
- 福良真莉果
- 藤崎奈々子
- 藤田美里
- 藤原季節
- 藤原夏姫
- フランク莉奈
- 古田耕子
- 増川愛美
- 増谷康紀
- 松尾香奈
- 松尾瑠璃
- 松岡昌宏(TOKIO)
- マッサジル（解散）
- 松山育恵
- 三浦透子
- 水橋かおり
- 三苫千景
- 三好絵梨香（元美勇伝）
- 村井真里
- モリカノン（元仮面女子）
- 八木アリサ
- 安田美沙子
- 山北早紀
- 山﨑愛生（モーニング娘。'25）
- 與坂唯
- 吉田志織
- 吉田尚（元湘南デストラーデ）
- 夜道雪
- 吉村崇 (平成ノブシコブシ)
- よみぃ
- ラヴドライブ
- Rihwa
- りんね（元カントリー娘。）

## 音楽
- 秋透
- アサヒ（Little Glee Monster）
- 安倍里葎子
- ケン・イシイ
- 石川鷹彦
- 伊戸のりお
- 上杉周大
- M.c.A・T
- 大黒摩季
- 緒方龍一
- 奥田良三 (歌手)
- 金井夕子
- 加納エミリ
- 上木彩矢
- かわいえいじ
- 川田まみ
- 菊地創
- 木森敏之
- GYZE
- 北出菜奈
- 北村優子
- 北本秀樹
- Candy (歌手)
- キリト
- 工藤重典
- 熊谷徳明
- ClariS
- 桑山哲也
- 小泉ニロ
- KOHTA
- 河野玄太
- 児島由美
- KOTOKO
- 小西康陽
- 小林直
- 佐香智久
- 佐佐木功
- 佐々木一樹 (ヴァイオリニスト)
- 佐々木萌（エドガー・サリヴァン）
- 薩めぐみ
- 左藤博之
- 佐東由梨
- SALU
- 椎名恵
- 下山武徳
- JURIAN BEAT CRISIS
- Shin-Imayama
- SWAY
- 鈴木清三
- 砂原良徳
- 相馬亜美
- 高橋多佳子
- TAKAYO
- 橘柊生
- 田中義人
- 谷村奈南
- 谷本聡子
- Dub Master X
- 千葉涼平
- 蔦谷好位置
- テツヤ（月光グリーン）
- 寺久保エレナ
- テレビ大陸音頭
- 外山啓介
- Drop's
- THE TON-UP MOTORS
- 中島みゆき
- 長瀬実夕
- 滑川宝水
- 成田達輝
- 西島隆弘(AAA)
- 西村朝香(元ZONE)
- NOISEMAKER
- 長谷泰宏
- 林紀恵
- 原真祐美
- パラダイス山元
- 半﨑美子
- ヒダノ修一
- B.I.G.JOE
- 一十三十一 - シンガーソングライター
- the pillows
- 福原美穂
- 藤澤ノリマサ - シンガーソングライター
- THA BLUE HERB
- 干場かなえ
- MAIKO (ソロシンガー)
- 真鍋吉明
- 丸谷マナブ
- 三国義貴
- MIZUHO
- 宮澤むじか
- MILLEA
- 美羽
- 村上ユカ
- 杜このみ
- 森下恵理
- 森若香織
- 柳田孝義
- 山木康世
- Riryka
- Lunakate
- Yunomi
- 吉田凜音
- 金川紗耶（乃木坂46）

## アナウンサー・放送業界関係者
- 阿部公江
- 荒川強啓
- 有江活子
- 石田久美子
- 石山愛子
- 磯田彩実
- 井出千草
- 稲田秀樹
- 伊福部崇
- 上野優花
- 江川清音
- 大島由佳
- 小野優子
- 掛橋愛理
- 上遠野紗織
- 神原智己
- 北川久仁子
- 日下怜奈
- 熊谷光紗
- 小林悠
- 小林将純
- 小林美紀
- 小松靖
- 紺野あさ美（元モーニング娘。）
- 斉藤彩
- 斎藤綾乃
- 斉藤こずゑ
- 斎藤茂
- 斉藤舞子
- 佐々木真奈美
- 佐藤彩
- 佐藤修
- 佐藤けい
- 佐藤のりゆき
- 佐藤弘樹
- 佐藤友紀
- 塩地美澄
- 篠原巨樹
- 末武里佳子
- 鈴木淳一
- 堰八紗也佳
- 曽根優
- 高市佳明
- 高氏敦
- 高野美佐
- 高橋生
- 高橋茉奈
- 高山幸代
- 竹内久乃
- 田辺桃菜
- 田村英一
- 千葉ひろみ
- 堤友香
- 中村優子
- 奈良愛美
- 成田寿美子
- 西島まどか
- 野原梨沙
- 八田知大
- 浜崎綾
- 濱本りか
- 林美香子
- 福井慎二
- 藤澤達弥
- 船岡久嗣
- 船越ゆかり
- 舟津宜史
- 細谷めぐみ
- 堀内美里
- 本間欧彦
- 増子有人
- 三浦拓実
- 宮田愛子
- 宮永明子
- 港浩一
- 武藤彩芽
- 村上里和 - 静岡県生まれ
- 森理恵
- 森唯菜
- 森田絹子
- 森田美由紀
- 矢野聖子
- 薮淳一
- 横須賀ゆきの
- 横田久
- 吉田みどり
- 渡辺みなみ
- 渡辺陽子

## スポーツ

### サッカー
- 荒野拓馬:白石区
- 石田祐樹
- 出間思努
- 伊東俊
- 伊藤壇
- 伊藤哲也
- 井幡博康
- 内山裕貴
- 蛯沢匠吾
- 小山内貴哉
- 亀倉龍希
- 川瀬浩太
- 神成美紀
- 北出勉
- 北野貴之
- 北本綾子
- 木村博之
- 熊谷紗希
- 小林宏之
- 澤田恒
- 下村東美
- 進藤亮佑
- 曽田雄志
- 高嶺朋樹
- 田澤勇気
- 鶴野太貴
- 中原彰吾
- 西大伍
- 西野奨太
- 深井一希
- 深井祐希
- 堀米悠斗
- 本塚聖也
- ンダウ・ターラ

### スキー
- 秋元正博
- 岩佐明香
- 岩佐勇研
- 上杉尹宏
- 大井栞
- 岡村創太
- 金子祐介
- 川端絵美
- 里谷多英
- 田尾克史 : 西区
- 高橋竜二
- 竹田歩佳
- 栃本翔平 : 南区
- 本間篤史（現在は車いすカーリング・車いすラグビー）

### バレーボール
- 大角竜敏
- 小山綾菜
- 小島満菜美
- 出耒田敬
- 渡邊絢子

### プロレス
- 宇和野貴史
- 大森ゆかり
- 帯広さやか
- 加藤拓歩 : 東区
- 上林愛貴
- 小杉夕子

### 野球
- 茨木秀俊
- 茨木佑太
- 今川優馬 : 南区
- 大友潤 - 上川郡上川町生まれ
- 大累進 : 北区
- 尾形佳紀 : 東区
- 川越誠司 : 豊平区
- 齋藤綱記 : 北区
- 佐竹学 : 手稲区
- 佐藤兼伊知 : 白石区
- 佐藤進
- 砂田毅樹 : 中央区
- 瀬川隼郎 : 厚別区
- 福田俊 : 手稲区
- 山下斐紹 : 西区
- 山本大貴 : 厚別区
- 米野智人 : 北区
- 若松尚輝

### 格闘技
- 大宮司進 (キックボクシング)
- 尾﨑晌 (合気道)
- 金沢和良 (ボクシング)
- 亀海喜寛 (ボクシング)
- 北ノ國仁 (相撲)
- 木村天鮮 (キックボクシング)
- 斎藤制剛 (柔道)
- 佐藤友則 (キックボクシング)
- 大翔鳳昌巳 (相撲)
- 竹内善徳 (柔道)
- 富田里奈 (総合格闘技)
- 撫子 (キックボクシング)
- 西川大和 (総合格闘技)
- 北青鵬治 (相撲)
- 山本空良 (総合格闘技)

### その他
- 足立友里恵 (アイスホッケー)
- 鈴木雄大 (アイスホッケー)
- 鈴木健斗 (アイスホッケー)
- 石栗龍雄 (競馬)
- 伊藤彩未 (カーリング)
- 伊藤竹男 (競馬)
- 伊藤徹 (リュージュ)
- 稲垣正司 (バトントワリング)
- 稲田勝 (スケルトン)
- 内田旦人 (バスケットボール)
- 内山靖崇 (テニス)
- 蛯名正義 (競馬)
- 江守栄作 (スケート)
- 大鷹さおり (バスケットボール)
- 大塚有理子 (ゴルフ)
- 奥井迪 (競輪)
- 小畑沙織 (テニス)
- 工藤璃星 (スノーボード)
- 久保田金造 (競馬)
- 斎藤春樹 (ラグビー)
- 坂本功貴 (体操)
- 武石伸也 (ロードレース)
- 種田恵 (水泳)
- 寺田明日香 (陸上)
- 土井川真二 (ボブスレー)
- 仁平美来（カーリング）
- 政田夢乃 (ゴルフ)
- 山本優（ソフトボール）北京・東京金メダリスト
- 吉本ここね (ゴルフ)

## その他

### あ行
- 安藤りな
- 石渡嶺司
- 上田茂樹
- 宇野常寛
- 荏原哲夫
- 遠藤誠一 - オウム真理教

### な行
- 中井佑治
- 中尾嘉宏
- 中野登美雄
- 中野美代子
- 中原彰吾
- 中村和恵
- 中村浩美
- 中本伸一
- 成田青央
- 成田達輝
- 成田憲彦
- 成毛眞
- 南部忠平
- 新妻昭夫
- 西大伍
- 西川貴之
- 西里静彦
- 西田善太
- 西田陽一
- 西谷能雄
- 西村和雄
- 西來武治

### は行
- 長谷部鋭吉
- 八尾師誠
- 八田信之
- 林文雄
- 原悠衣
- 原田哲男
- 半澤洵
- 半田正夫
- 坂東正男
- 稗田敏男
- 曵地裕哉
- 樋口雅山房
- 聖日出夫
- 樋野まつり
- 日向寺塁
- 平井克哉
- 平澤光秀
- 平田信
- 平中克幸
- 平野拓也
- 平山友梨香
- 深井一希
- 深澤裕
- 福井重記
- 福田朋夏
- 福田春美
- 福林正之
- 藤田征也
- 藤田直哉
- 藤田光里
- 藤本匠
- 藤本那菜
- 藤村久和
- 二間瀬敏史
- 文月悠光
- 船山馨
- 古田寛幸
- 古谷経衡
- 保阪正康
- 星野康二
- 穂村弘
- 堀内寿郎
- 堀米悠斗
- 本郷新

### ま行
- 前貴之
- 前寛之
- 前田朗
- 増淵敏之
- 町村敬貴
- 松井光介
- 松浦保
- 松本秋男
- 松本曜
- 松本修 (演出家)
- 松山大地
- 三上陽輔
- 三上和美
- 水上玄太
- 水野美波
- 光吉俊二
- 南川直
- 見延典子
- 三原順
- 三宅史織
- 三宅唱
- 宮崎吉政
- 宮永雄太
- 武藤好貴
- 宗本康兵
- 村上アシシ
- 室田祐希
- 森杲
- 森雅之 (俳優)
- 森田たま

### や行
- 八重野統摩
- 矢神知樹
- 矢口祐人
- 矢倉玉男
- 矢倉義勇
- 屋敷伸之
- 矢野直美
- 山口真由
- 山崎淳
- 山下斐紹
- 山瀬功治
- 山瀬幸宏
- 山田いずみ
- 山田勝巳
- 山田修司
- 山田ユギ
- 山田航
- 大和和紀
- 山橋貴史
- 山部佳苗
- 山本安見
- 湯浅直樹
- 雪舟えま
- 横田滋
- 吉川なよ子
- 吉田権太郎
- 吉田善哉
- 吉田敏雄
- 吉野勇
- 四ッ谷龍